# Zbójno (Koejavië-Pommeren)
Zbójno is een dorp in het Poolse woiwodschap Koejavië-Pommeren, in het district Golubsko-dobrzyński. De plaats maakt deel uit van de gemeente Zbójno.